# Konstantin Vasilioglu
Konstantin Konstantinovitch Vasilioglu (Oblast d'Odessa, 27 février 1938-Chișinău, 10 janvier 2014 était un écrivain ukrainien gagaouze.
Il étudia à son village natal et puis la psychologie à  Chișinău.

## Œuvre
- Bucaktan Seslär, 1959
- Sevgilim, 2003
- Vatanim-Bucak, 2007
- Bucak Dannari, 2007